# Bracon longicaudaturus
Bracon longicaudaturus är en stekelart som beskrevs av Roy D. Shenefelt 1978. Bracon longicaudaturus ingår i släktet Bracon och familjen bracksteklar. Inga underarter finns listade.